# Paul Reuter

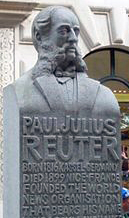
Estatua de Paul Reuter en la ciudad de Londres.

Paul Julius Reuter, Barón von Reuter (nacido como Israel Beer Josaphat en Kassel, Hesse-Darmstadt; 21 de julio de 1816–Niza, 25 de febrero de 1899) fue un periodista y empresario de la comunicación, fundador de la Agencia de noticias Reuters. Era alemán de nacimiento y posteriormente adquirió la nacionalidad británica y francesa.

## Biografía
Nació en la ciudad de Kassel, en Alemania, en el seno de una familia judía, en la que su padre era rabino. Su nombre al nacer era Israel Beer Josaphat. En Gotinga, Reuter conoció al físico y matemático Carl Friedrich Gauss que experimentaba la transmisión de señales eléctricas por vía aérea.
El 29 de octubre de 1845, Reuter se trasladó a Londres, cambiando su nombre a Paul Julius Reuter y poco después se convirtió al cristianismo. El 23 de noviembre del mismo año contrajo matrimonio, en Berlín, con Ida María Elizabeth Clementine Magnus. Después de la Revolución de 1848, abandonó Alemania marchando a París, donde trabajó en la nueva Agencia de Charles-Louis Havas, futura Agence France-Presse. 
Aunque la telegrafía avanzaba rápidamente, Reuter fundó la Agencia de noticias Reuter en Aquisgrán para transmitir mensajes entre Bruselas y Aquisgrán, empleando palomas mensajeras. Con esta conexión se unía completamente Berlín y París. La transmisión a través de palomas era mucho más rápida que el correo ferroviario, dando acceso más rápido a Reuter a las noticias. En 1851 el correo a través de palomas fue sustituido por una conexión telegráfica.
En 1851 Reuter volvió a Londres y estableció una oficina en el Bolsa de Londres. Reuter fundó la agencia Reuters, una de las mayores agencias de noticias financieras del mundo. El 17 de marzo de 1857, adquirió la nacionalidad británica.
Se estableció una línea telegráfica entre Gran Bretaña y el continente a través del Canal de la Mancha. Esta conexión fue extendida al suroeste de Irlanda, en Cork, en 1863, allí los barcos procedentes de América arrojaban canastas al mar que contenían las noticias, que posteriormente eran telegrafiadas a Londres, llegando antes que los barcos.
En 1871, el duque de Sajonia-Coburgo-Gotha le confirió el título de barón. Tuvo tres hijos, George, tercer barón de Reuter, Andre y Clementine Maria, casada con el Conde Otto Stenbock. Murió en Villa Reuter, Niza Francia, pero tras su fallecimiento fue llevado a Londres, donde se le enterró en el Cementerio West Norwood.